# Nemognatha zonitoides
Nemognatha zonitoides es una especie de coleóptero de la familia Meloidae.

## Distribución geográfica
Habita en Guatemala y México.